# 西純矢
西 純矢（にし じゅんや、2001年9月13日 - ）は、広島県廿日市市出身のプロ野球選手（投手）。右投右打。阪神タイガース所属。

## 経歴

### プロ入り前

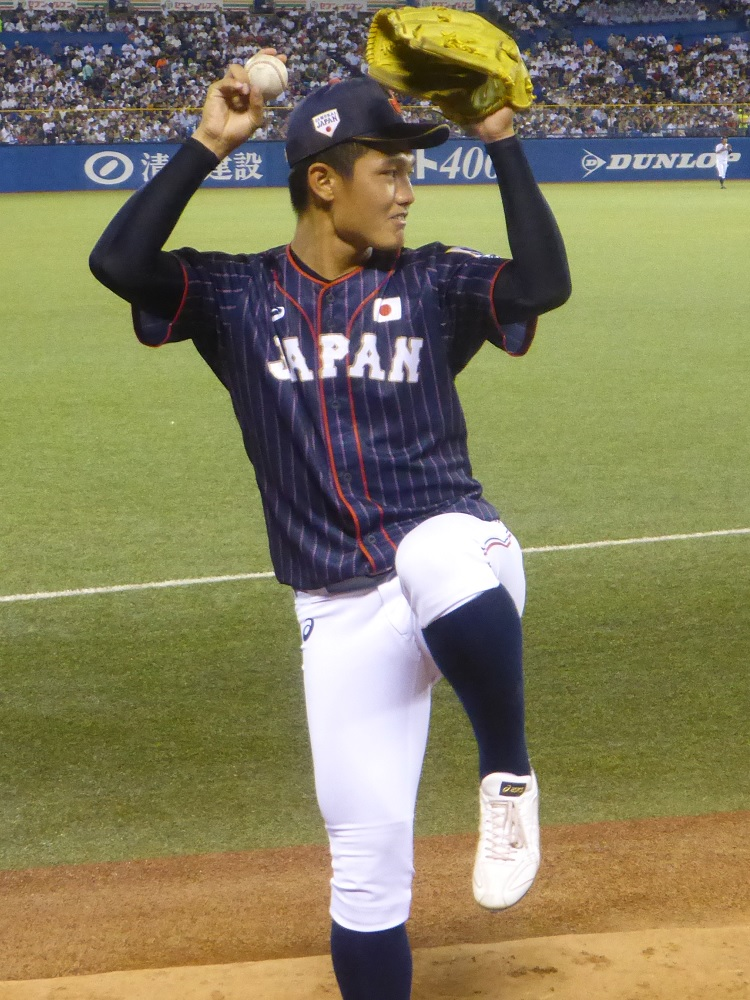
2019年8月26日 U-18日本代表

広島市立鈴が峰小学校2年時に「鈴が峰レッズ」に入団し野球を始め、廿日市市立阿品台中学時代は「ヤングひろしま」に所属。3年時には「NOMOジャパン」に選出された。
創志学園高校では1年春からベンチ入りし、2年春からエース。2年夏の岡山大会では準決勝の倉敷商戦で引地秀一郎との投げ合いを完封で制すなどの活躍で、チームを甲子園大会出場へ導いた。甲子園では、川原陸擁する創成館との初戦で16奪三振の完封勝利を挙げ注目を集めるも2回戦で敗退。3年時は、春夏ともに甲子園大会出場はならなかった一方でU-18代表に選出され、投手としてチーム最多の4試合・13回1/3の登板で防御率1.35の成績を残した。また、打者としても大会本塁打王を獲得する活躍を見せ、特に「7番・指名打者」として出場した対南アフリカ戦では2本塁打、8打点を記録した。高校通算本塁打は25本。奥川恭伸（星稜）、佐々木朗希（大船渡）、及川雅貴（横浜）とともに「高校BIG4」と呼ばれた。
2019年10月17日に行われたドラフト会議では、奥川の抽選を外した阪神タイガースから1位指名を受け、11月4日に契約金1億円+出来高払い3000万円、年俸1200万円で仮契約した（金額は推定）。背番号は15。担当スカウトは山本宣史。遠戚である西勇輝が同じ阪神に在籍しているため、報道およびスコアボード上の表記を「西純」としている。

### 阪神時代
2020年、高知県安芸市での二軍春季キャンプに参加。キャンプ終了後の3月からリリーフを中心に実戦登板を重ね、ウエスタン・リーグ開幕後の6月24日の対オリックス・バファローズ戦にリリーフ登板し、3回を無失点に抑え公式戦初登板・初勝利を果たした。その後、8月頃の約1か月間フォーム固めのためとして実戦から遠ざかった期間があったものの先発を軸に登板を重ね、9月24日の対広島東洋カープ戦では5回1失点の好投で初の先発勝利を挙げた。最終的には11試合に登板して、二軍でチームトップタイの4勝を挙げた。オフには現状維持の推定1200万円で契約を更改した。
2021年、同期入団の井上広大らと共に沖縄県宜野座村での一軍春季キャンプに抜擢された。5月19日に一軍初昇格すると、同日の対東京ヤクルトスワローズ戦（阪神甲子園球場）で一軍初登板初先発を果たした。投球内容は与四球4でピンチを招くこともあったが、5回無安打1奪三振無失点と好投し、プロ初登板にして初勝利を手にした。ドラフト1位の高卒投手が初登板初勝利を挙げるのは球団史上初、10代投手が初登板初先発勝利を挙げるのは、球団では2012年の岩本輝以来6人目、ドラフト制以降では2人目であり、19歳8か月での記録はドラフト制以降では最年少という快挙であった。同24日に一度登録を抹消されたが、試合中に負傷した小林慶祐に代わって6月6日に一軍再昇格。同日の福岡ソフトバンクホークス戦に先発登板予定だったジョー・ガンケルが体調不良を訴えたため、西が代役として先発登板したが、3回3失点で降板し、敗戦投手となった。7月15日のフレッシュオールスターではウエスタン・リーグ選抜の先発を務め、2回を投げて打者6人から4奪三振を奪うパーフェクトピッチングで、優秀選手賞を獲得した。その後は一軍登板はなく、2登板、1勝1敗、防御率3.58でシーズンを終えた。シーズンオフには50万円増となる年俸1250万円で契約を更改した。
2022年、藤浪晋太郎・伊藤将司両投手が新型コロナウイルスに感染し離脱、その後小川一平が故障により離脱したことで、手薄になった先発ローテーションを埋めるために5月1日付で一軍に昇格。同日の対読売ジャイアンツ戦（東京ドーム）でシーズン初登板を果たし、プロ入り後最長となる7回を投げてシーズン初勝利を挙げた。同18日の対ヤクルト戦（明治神宮野球場）では、ライアン・ボーグルソン以来チーム15年ぶりとなる「8番・投手」として出場。9回を1失点に抑えてプロ初完投勝利を挙げたことに加え、第1打席に高橋奎二からプロ初本塁打を放つなど、投打で活躍を見せた。9月21日の対広島戦でプロ入り後初のリリーフ出場をする。結果は3回2／3を2安打無失点。14試合に登板し、6勝3敗、防御率2.68を記録。
2023年は、自身初の開幕ローテーションに入る年となったが、5月14日のDeNA戦では勝利投手にはなったものの5回11安打4失点と打ち込まれる内容となり、次戦からは中継ぎに配置転換された。6月30日の巨人戦から再び先発に戻り、勝利はできなかったものの7回3安打1失点と好投した。7月17日の中日戦では7回9安打1失点で2か月ぶりの勝利を挙げた。また、この試合では2回に適時打を放ち同年初打点を記録した。8月1日の中日戦でも投打で活躍し、投げては6回7安打2失点、打っては満塁の場面で走者一掃の適時二塁打を放ち3打点で4勝目を挙げた。続く8月8日の巨人戦では6回4安打4失点という内容で、この日も自身の適時打による援護があり5勝目を挙げた。その後、8月15日の広島戦を経て翌日に登録を抹消され、再昇格後に9月27日の中日戦で6回から中継ぎで登板するも、3四球を与える不安定な内容で2回2失点で降板し、翌日に再び登録を抹消された。最終的な成績は17試合（11先発）の登板で5勝2敗、防御率3.86となった。ポストシーズンではオリックス・バファローズとの日本シリーズで第5戦の6回に2番手で登板し、1回1/3を1安打1失点（自責0）と最少失点にとどめ、チームの逆転勝利に貢献した。オフの11月20日に1000万円増の推定年俸3800万円で契約を更改した。
2024年は、二軍で先発調整を行っていたが、一軍では中継ぎのみで僅か4試合の登板に終わり、0勝1敗、防御率2.70という成績であった。オフの11月20日に800万円減の推定年俸3000万円で契約を更改した。
2025年の春季キャンプは二軍スタートとなり、右肘の違和感で途中離脱した。2月28日に「右肘関節鏡視下関節鼠摘出術」を終え、退院したことが球団から発表された。

## 選手としての特徴
ワインドアップの右投オーバースローから繰り出す最速155km/hのストレートを軸に、変化球はスライダー、フォークの他、カーブ、チェンジアップ、スプリットを投げる。
気迫を前面に出した投球スタイルが持ち味。
一方でクイックモーションの精度や制球力に課題を残していたが、1年目の夏やオフに安藤優也育成コーチ（当時）と共に行ったフォーム改造を経て改善しつつある。
投手として指名されプロ入りしたものの、高校通算で25本塁打を放ち、2019年のU-18ワールドカップでは指名打者として起用され活躍したことから、打撃面での評価も高い。2022年5月18日の対ヤクルト戦では、井上一樹ヘッドコーチの発案により8番で起用され、本塁打も放った。同シーズンは、その後も自身が登板する試合では8番で起用され続けていた。

## 人物・エピソード
西勇輝とは三従兄（父方の曽祖父同士が兄弟）にあたる。広島東洋カープのファンであり、好きな選手には前田健太を挙げている。
高校1年時の2017年、父親が試合の応援に訪れた帰路で倒れそのまま急逝（45歳没）。2年夏に出場した甲子園大会では「天国の父へ向けて」という意味合いを込めて、打者を打ち取る度に空を向けて派手なガッツポーズを繰り返していたが、これが物議を醸し高野連から注意を受けた。また、下関国際高校との2回戦では球審からも直接「必要以上のガッツポーズをしないように」と咎められ、その結果、ペースを乱した西は9回5失点と崩れチームも敗戦。奇しくも、この2回戦当日は亡き父親の誕生日であった。

## 詳細情報

### 年度別投手成績
| 年 度     | 球 団     | 登 板 | 先 発 | 完 投 | 完 封 | 無 四 球 | 勝 利 | 敗 戦 | セ 丨 ブ | ホ 丨 ル ド | 勝 率 | 打 者 | 投 球 回 | 被 安 打 | 被 本 塁 打 | 与 四 球 | 敬 遠 | 与 死 球 | 奪 三 振 | 暴 投 | ボ 丨 ク | 失 点 | 自 責 点 | 防 御 率 | W H I P |
| --------- | --------- | ----- | ----- | ----- | ----- | -------- | ----- | ----- | -------- | ----------- | ----- | ----- | -------- | -------- | ----------- | -------- | ----- | -------- | -------- | ----- | -------- | ----- | -------- | -------- | ------- |
| 2021      | 阪神      | 2     | 2     | 0     | 0     | 0        | 1     | 1     | 0        | 0           | .500  | 34    | 8.0      | 4        | 0           | 7        | 0     | 0        | 2        | 0     | 0        | 3     | 3        | 3.38     | 1.38    |
| 2022      | 阪神      | 14    | 13    | 1     | 0     | 1        | 6     | 3     | 0        | 0           | .667  | 309   | 77.1     | 67       | 7           | 19       | 0     | 1        | 60       | 2     | 0        | 24    | 23       | 2.68     | 1.11    |
| 2023      | 阪神      | 17    | 11    | 1     | 0     | 1        | 5     | 2     | 0        | 0           | .714  | 316   | 72.1     | 79       | 9           | 28       | 0     | 3        | 45       | 0     | 0        | 33    | 31       | 3.86     | 1.48    |
| 2024      | 阪神      | 4     | 0     | 0     | 0     | 0        | 0     | 1     | 0        | 0           | .000  | 28    | 6.2      | 5        | 0           | 3        | 1     | 0        | 0        | 0     | 0        | 2     | 2        | 2.70     | 1.20    |
| 通算：4年 | 通算：4年 | 37    | 26    | 2     | 0     | 2        | 12    | 7     | 0        | 0           | .632  | 687   | 164.1    | 155      | 16          | 57       | 1     | 4        | 107      | 2     | 0        | 62    | 59       | 3.23     | 1.29    |

- 2024年度シーズン終了時

### 年度別守備成績
| 年 度 | 球 団 | 投手  | 投手  | 投手  | 投手  | 投手  | 投手     |
| 年 度 | 球 団 | 試 合 | 刺 殺 | 補 殺 | 失 策 | 併 殺 | 守 備 率 |
| ----- | ----- | ----- | ----- | ----- | ----- | ----- | -------- |
| 2021  | 阪神  | 2     | 0     | 3     | 0     | 0     | 1.000    |
| 2022  | 阪神  | 14    | 7     | 8     | 0     | 0     | 1.000    |
| 2023  | 阪神  | 17    | 5     | 10    | 0     | 2     | 1.000    |
| 2024  | 阪神  | 4     | 1     | 2     | 1     | 0     | .750     |
| 通算  | 通算  | 37    | 13    | 23    | 1     | 2     | .973     |

- 2024年度シーズン終了時

### 記録
初記録
投手記録
- 初登板・初先発登板・初勝利・初先発勝利：2021年5月19日、対東京ヤクルトスワローズ9回戦（阪神甲子園球場）、5回無安打無失点[29]
- 初奪三振：同上、1回表にホセ・オスナから見逃し三振
- 初完投勝利：2022年5月18日、対東京ヤクルトスワローズ11回戦（明治神宮野球場）、9回6安打1失点[78]

打撃記録
- 初打席：2021年5月19日、対東京ヤクルトスワローズ9回戦（阪神甲子園球場）、2回裏に田口麗斗から遊ゴロ
- 初安打：2022年5月1日、対読売ジャイアンツ9回戦（東京ドーム）、5回表に髙橋優貴から遊撃内野安打
- 初打点・初本塁打：2022年5月18日、対東京ヤクルトスワローズ11回戦（明治神宮野球場）、2回表に高橋奎二から左越2ラン
- 初犠打：2023年4月13日、対読売ジャイアンツ3回戦（東京ドーム）、5回表に横川凱から一塁前犠打[79]

その他の記録
- 10代投手が初登板初先発勝利 ※球団史上6人目、ドラフト制以降では球団史上2人目で最年少[29]

### 背番号
- 15（2020年[13] - ）

### 代表歴
- 2019 WBSC U-18ワールドカップ

### 表彰
- フレッシュオールスターゲーム 優秀選手賞：1回（2021年）